# 张国旺
张国旺（1964年10月—），男性，福建建瓯人，中华人民共和国政治人物、会计师。曾担任中共南平市委副书记、福建省统计局局长、龙岩市人民政府市长、中共漳州市委书记，福建省政协副主席等职务，现任厦门市政协党组书记、主席。

## 生平

### 早年经历和教育
张国旺出生于福建省建瓯县。1981年9月进入福建省供销学校财会专业就读，1983年8月毕业并参加工作。1985年9月至1988年7月，他在沈阳工业大学工业财务会计专业攻读在职大专学历，期间于1987年加入中国共产党。1997年5月至1999年5月，参与厦门大学经济所产业经济专业进修研究生课程班。2000年3月至2002年7月，于澳大利亚拉筹伯大学攻读工商管理硕士学位。此外，张国旺拥有高级会计师职称和注册会计师资格。

### 工作经历
1983年8月，张国旺进入南平电缆厂工作，任财务科科员。1986年2月升至财务科见习副科长，次年5月成为副科长及科长。1994年6月，他到南平电缆股份有限公司担任财务部经理。1996年11月至12月，先后担任总经理助理和副总经理，仍兼任财务部经理。1998年4月，调任南平市国有资产投资经营有限公司副总经理，同年11月升至总经理。2001年2月，张国旺出任南平市工业发展办公室主任，同年6月兼任党组书记。12月，担任南平市经济贸易委员会主任，次年1月兼任党委副书记，其后于2004年4月兼任支援前线办公室主任。2006年4月，转任中共延平区委书记。
2011年9月，张国旺担任中共南平市委常委、南平市政法委书记，任期内提出医患纠纷“南平解法”、农村社会治理“1+3”“四无村”等社会治理方案。2015年9月，担任南平市人民政府副市长。2016年10月，当选南平市委副书记。他在上任后参与推进创城、督察、扶贫等工作，取得良好成效。2018年7月，出任福建省统计局党组书记、局长。2019年2月，不再担任南平市委副书记。2020年3月，转任中共龙岩市委常委、副书记，同月被任命为龙岩市人民政府副市长、代理市长。9月，当选龙岩市人民政府市长。2021年6月，担任中共漳州市委常委、书记。
2023年1月13日，当选福建省政协副主席；同年8月，不再兼任中共漳州市委书记。2025年1月，不再担任福建省政协副主席，转任厦门市政协党组书记、主席。